# Nadab (król Izraela)
Nadab – król Izraela (państwa północnego) w latach 910–909 p.n.e. Syn Jeroboama I z plemienia Efraima. W czasie oblężenia filistyńskiego miasta Gibbeton został zamordowany przez uzurpatora Baszę, który po objęciu rządów wymordował wszystkich przedstawicieli rodu Jeroboama I.
Biblia (1 Księga Królewska 15,25-31) upadek Nadaba przypisuje woli bożej za odstępstwo od wiary jego oraz jego ojca.